# Dipsadoboa flavida
Espèce
Synonymes
- Chamaetortus aulicus flavidus Broadley & Stevens, 1971

Dipsadoboa flavida est une espèce de serpents de la famille des Colubridae.

## Répartition
Cette espèce se rencontre dans le sud du Malawi, dans le sud de la Somalie, dans les régions côtières du Kenya et de la Tanzanie, et jusqu'au Sud du Mozambique.

## Liste des sous-espèces
Selon The Reptile Database (14 février 2014) :
- Dipsadoboa flavida broadleyi Rasmussen, 1989
- Dipsadoboa flavida flavida (Broadley & Stevens, 1971)

## Publications originales
- Broadley & Stevens, 1971 : A review of Chamaetortus aulicus Günther, with the description of a new subspecies from Malawi (Serpentes: Colubridae). Arnoldia, vol. 11, no 5, p. 1-11.
- Rasmussen, 1989 : On the taxonomic status of Dipsadoboa aulica aulica Günther and D. aulica flavida Broadley & Stevens, with the description of a new subspecies of D. flavida Broadley & Stevens (Boiginae, Serpentes). Amphibia-Reptilia, vol. 10, p. 35-62.